# Михайлов, Сергей Михайлович
Михайлов Сергей Михайлович; (род. 13 января 1955, Казань) — архитектор, дизайнер, искусствовед, педагог. Профессор, кандидат архитектуры, доктор искусствоведения, вице-президент Союза Дизайнеров России, главный учёный секретарь Национальной Академии Дизайна с 2013 г. Лауреат Государственной премии Российской Федерации (2003).

## Биография
Окончил архитектурный факультет КИСИ (1977) и аспирантуру МАРХИ (1981).
В 1985-86 гг. проходил научную стажировку в Ваймарской высшей школе архитектуры и строительства (бывш. Баухауз).
С 1982 года занимается научной и педагогической деятельностью в КИСИ (КГАСУ), заведующий кафедрой дизайна архитектурной среды (с 1991 г.), декан факультета дизайна (с 2001 г.).
С 1994 по 2005 гг. — Председатель Татарстанского отделения и с 1998-го — вице-президент Союза дизайнеров России. Главный редактор научно-практического журнала «Дизайн-ревю» (с 1995 г.). Его учредителями с 2006 года являются: ВНИИТЭ, КГАСУ, Союз Дизайнеров России, Национальный Институт Дизайна.

## Творческая и проектная деятельность
Руководитель уникальной методики архитектурно-художественного оформления городов, которая нашла внедрение в целом ряде крупных научно-проектных работ, выполненных в КГАСУ, творческих мастерских Союза дизайнеров России и ПО АРХИМЕТ для городов Углич (1982-84), Новотроицк (1985-86), Альметьевск (1986-87), Мамадыш (!987), Сарапул (1989-91), Орск (1993-94), Коломна (1996), Гжель (1995), Железноводск (2000), Урюпинск (2001), Оренбург (2005). Ряд из них реализован: пешеходная улица в Лениногорске (1998—1999), мемориальный комплекс и благоустройство центра в Альметьевске (2000—2003), мемориал и благоустройство пл. Ленина в Зеленодольске (2005—2006), мемориал в Казани (парк Урицкого, 2005), уличное оборудование для Раифского монастыря.

## Методическая и педагогическая деятельность
Автор учебников «Основы дизайна» (1999, в соавторстве с Кулеевой Л. М.), "История дизайна. Том 1″ (2000), "История дизайна. Том 2″ (2002), «История дизайна. Краткий курс» (2004, в соавторстве с Михайловой А. С.), « Основы дизайна» (2009, в соавторстве с Михайловой А. С.), имеет более 100 научных статей, учебных и методических пособий.

## Звания и награды
- Действительный член Международной академии наук о природе и обществе
- Академик Национальной Академии Дизайна
- Лауреат «Золотой пушкинской медали» в номинации «Архитектура и дизайн» (1999)
- Лауреат Российского национального приза в области дизайна «Виктория» (1996, 1998, 1999, 2000, 2001, 2002, 2003, 2004)
- Лауреат Большой серебряной медали Российской Академии художеств (2003)
- Лауреат Государственной премии Российской Федерации в области литературы и искусства за 2003 год
- Лауреат Государственной премии Республики Татарстан в области науки и техники за 2004 год
- Почетный гражданин города Лениногорска